# Osvaldo Soriano
Osvaldo Soriano (Mar del Plata, 6 de enero de 1943 - Buenos Aires, 29 de enero de 1997) fue un escritor y periodista argentino. Fue de los autores argentinos más vendidos en su país en las décadas de 1980 y 1990. Algunas de sus novelas fueron publicadas en varios países. Varias de sus obras han sido llevadas al cine y al teatro.

## Biografía

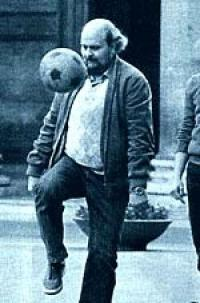
Osvaldo Soriano jugando al fútbol, circa 1991.

Hijo de Eugenia Goñi y José Vicente Soriano, un catalán inspector de Obras Sanitarias (la empresa encargada del servicio de agua potable en Argentina), pasó junto a su familia una infancia errante, deambulando por pueblos de provincia tras los destinos laborales de su padre. Durante su infancia y adolescencia vivió junto a sus padres en Mar del Plata, San Luis, Río Cuarto, Tandil y Cipolletti. A los diecinueve años se radicó en Tandil, donde viviría hasta los veintiséis.
En tercer año de la secundaria, abandonó sus estudios. Durante su adolescencia y comienzos de su juventud se dedicó a diversos trabajos (embalando manzanas y de sereno en una metalúrgica, entre otros). Su pasión siempre fue el fútbol, habiendo jugado de forma amateur en varios equipos, y siendo un conocido «hincha» de San Lorenzo de Almagro.
Comenzó su carrera en los medios en el diario El Eco de Tandil, escribiendo en la sección de deportes y redactando columnas sobre algunos personajes famosos de la época.
Cumplidos los 26 años, se trasladó a Buenos Aires en 1969 para integrarse a la redacción de la revista Primera Plana, a partir de lo cual comenzaría su constante relación con el periodismo. Cuando la revista fue censurada, pasó luego por Semana Gráfica, Panorama y La Opinión.
Publicó su primera novela, Triste, solitario y final, en 1973, muy bien recibida por diversos autores. En 1974, en medio de la tristeza por la muerte de su padre, escribió su segunda novela, No habrá más penas ni olvido, publicada años después.
En julio de 1974 abandonó La Opinión y comenzó a colaborar en el diario Noticias, para recalar luego en El Cronista Comercial. Escribió junto a Aída Bortnik el guion de la película Una mujer, filmada en 1975.
En 1976, debido al golpe de Estado, Soriano se trasladó a Bruselas. Allí conoció a Catherine Brucher, una enfermera de Estrasburgo con quien se casó en 1978 y se mudó a París.
En 1979, junto a Julio Cortázar y Carlos Gabetta, fundó la publicación mensual Sin censura, dedicada al análisis de la situación de los países latinoamericanos que en esa época se encontraban bajo regímenes dictatoriales. Comenzó en esos tiempos a colaborar con el diario Il Manifesto (Italia), al que seguiría ligado hasta su muerte. También participó en Le Monde (Francia) y El País (España).
En 1980 publicó Cuarteles de invierno, escrita entre 1977 y 1978. Esta fue considerada la mejor novela extranjera de 1981 en Italia.
En 1983, su novela No habrá más penas ni olvido fue llevada al cine por el director Héctor Olivera, quien ganó el Oso de Plata del Festival de Cine de Berlín por la película. Al año siguiente llegaría a la gran pantalla una adaptación de Cuarteles de invierno, dirigida por Lautaro Murúa.
En 1984 termina su exilio. Un año antes publica Artistas, locos y criminales, una recopilación de sus artículos escritos en La Opinión en la década de 1970. Sus libros comenzaron a ser de los más vendidos en Argentina, pese a la opinión no muy favorable de parte de la academia de la época.
Esto se mantuvo con sus siguientes libros. Era tal la venta de su obra que en 1995 la editorial Norma pagó 500.000 dólares por ella.
En 1987, formó parte de la redacción original del diario Página/12, hasta su muerte. Un año después publicó Rebeldes, soñadores y fugitivos, una segunda colección de artículos que recogía notas escritas para la prensa europea durante su exilio.
En 1989 nació su único hijo, Manuel, y publicó el cuento infantil El Negro de París. Un año después, apareció su novela Una sombra ya pronto serás, llevada al cine por Héctor Olivera en 1994. Tras publicar la novela El ojo de la patria (1992), apareció Cuentos de los años felices, la única colección de cuentos de su autoría que no incluyen artículos periodísticos. 
Un año después publicó su última novela, La hora sin sombra.
Afectado por un cáncer de pulmón, alcanzó a publicar una última selección de artículos, cuentos y semblanzas, Piratas, fantasmas y dinosaurios, en 1996. Murió el 29 de enero de 1997 en Buenos Aires, y fue sepultado en el Cementerio de la Chacarita.

## Recepción y premios
Vendió más de un millón de ejemplares. La venta de sus libros decayó luego de su muerte, pero a partir de 2003, cuando la Editorial Seix Barral comenzó a reeditar sus libros, volvió a tener buen número de ejemplares vendidos (más de 400 mil entre 1978 y 2016).
Triste, solitario y final, No habrá más penas ni olvido, Cuarteles de invierno y A sus plantas rendido un león han sido publicadas en veinte países y traducidas al inglés, francés, italiano, alemán, portugués, sueco, noruego, neerlandés, griego, polaco, húngaro, checo, hebreo, danés y ruso.
En Italia, recibió el “Raymond Chandler Award” (1993) y el premio Scanno (1996, por su libro Pensare con i piedi). En Argentina lo distinguieron las fundaciones Konex (Diploma al mérito en la categoría novela, quinquenio 1989-1993) y Quinquela Martín (1994).

## Obras

### Novela
- Triste, solitario y final (1973)
- No habrá más penas ni olvido (1978)
- Cuarteles de invierno (1980)
- A sus plantas rendido un león (1986)
- Una sombra ya pronto serás (1990)
- El ojo de la Patria (1992)
- La hora sin sombra (1995)

### Cuentos y artículos
- Artistas, locos y criminales (1983)
- Rebeldes, soñadores y fugitivos (1988)
- El Negro de París (1989) - cuento infantil.
- Cuentos de los años felices (1993)
- Piratas, fantasmas y dinosaurios (1996)
- Arqueros, ilusionistas y goleadores (1998)
- Cómicos, tiranos y leyendas (2012)

## Filmografía
- Una mujer (1975)
- No habrá más penas ni olvido (1983)
- Cuarteles de invierno (1984)
- Das Autogramm (1984), de la novela Cuarteles de invierno
- Una sombra ya pronto serás (1994)
- Soriano, documental biográfico dirigido por Eduardo Montes Bradley. Argentina, 2001.
- El penalti más largo del mundo (2005)

## Homenajes
Desde el año de su muerte, el Premio Municipal de Literatura de Mar del Plata lleva la denominación de Premio Osvaldo Soriano.
También la Facultad de Periodismo y Comunicación Social de la Universidad Nacional de La Plata, a través del Laboratorio de Ideas y Textos Inteligentes Narrativos (LITIN) y de Ediciones de Periodismo y Comunicación (EPC), organiza desde el año 2012 el Concurso de Relatos Breves “Osvaldo Soriano”.
La banda de punk argentina Pilsen, en su disco debut Bajo otra bandera incluyó el tema "Seis novelas", que es un homenaje al escritor.
Desde el 13 de enero de 2007, en Madrid, existe una peña sanlorencista que lleva su nombre.
En 2015, San Lorenzo de Almagro, el club de sus amores, lo homenajeó con su nombre en la nueva sala de prensa en el Estadio Pedro Bidegain.